# Gölebogöl (Gnosjö socken, Småland)
Gölebogöl är en sjö i Gnosjö kommun i Småland och ingår i Nissans huvudavrinningsområde.